# منار جام
منار جام در مناطق کوهستانی استان غور در ۶۲ کیلومتری منطقه «شهرک» در روستای موسوم به «جام»، محلی که رودخانه جام از جنوب به طرف شمال به رودخانه خروشان «هریرود» جریان دارد و در زاویه تلاقی این دو رودخانه قرار دارد.
این منار در سده دوازدهم میلادی ساخته شده و ۶۲ متر ارتفاع دارد و در سال ۲۰۰۲ مرکز حفظ میراث جهانی یونسکو خواستار ثبت این منار در فهرست میراث فرهنگی جهان شد. این بنا بعد از قطب منار در دهلی نو، هندوستان بلندترین مناره خشتی جهان است.
منار کهنسال و تاریخی جام در حال فرسایش است فرانچسکو بندارین مدیر این مرکز دربارهٔ منار جام گفته‌است که این منار، «احتمالاً یکی از سازه‌های خارق‌العاده معماری و کهنسال‌ترین برج آجری باقی مانده در جهان است.»
یونسکو می‌گوید به دلیل جریان آب در رودخانه‌ای که در نزدیکی منار جام قرار دارد، این منار بزرگ، در حال فرسایش است.

## مکان
مناره جام در پایتخت خاندان غوریان، فیروزکوه واقع شده است.
این منار مدور روی یک پایه هشت ضلعی قرار دارد. دارای ٢ بالکن چوبی بوده و در بالای آن یک فانوس قرار دارد. شباهت ظاهری آن بسیار نزدیک به مناره های غزنی است که توسط مسعود سوم ساخته شده است. تصور می شود که قطب منار در دهلی، هند از این منار الهام گرفته شده باشد.
منار جام شامل ۶۰ مناره و برج های ساخته شده در آسیای میانه، ایران و افغانستان که بین قرون ١١ و ١٣ ساخته شده است. از جمله منار قتلغ تیمور در اورگنج قدیمی، که بلندتر از آن هنوز وجود ندارد. تصور می شود که این مناره ها به عنوان نمادهای پیروزی اسلام ساخته شده اند، در حالی که برج های دیگر فقط برج های نظامی یا دیده بانی بودند.
چشم انداز باستان شناسی اطراف منطقه جام که شامل ویرانه های یک قصر، قلعه، کوره سفالگری و گورستان یهودیان است شاید نشان دهنده بقایای شهر از دست رفته فیروزکوه باشد. تجزیه و تحلیل حفره های دزد در اطراف سایت، تصاویر ماهواره ای با وضوح بالا و داده های گوگل مپ منجر به کشف اندازه پایتخت تابستانی غوریان در اطراف منار جام گردیده است که حدود ١٩.٥ هکتار میباشد.
محوطه باستانی جام با موفقیت به عنوان اولین میراث جهانی افغانستان در سال ٢۰۰٢ معرفی شد. همچنین به دلیل وضعیت نامطلوب حفظ منار و نتایج غارت آنجا، در فهرست میراث جهانی یونسکو در معرض خطر ثبت شد.
به گفته باستان شناسان، گورستان یهودیان نیز در ١۰ کیلومتری مناره همراه با بقایای یک قلعه نظامی، کاخ و کوزه های سفالی کشف گردیده است.

## پیشینه

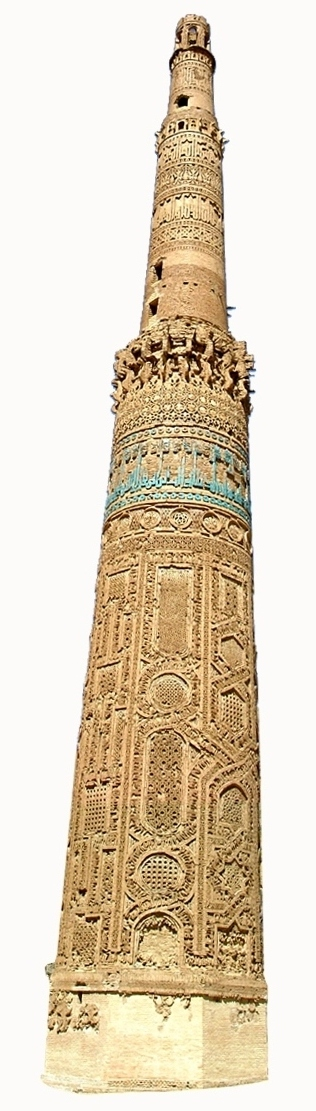
نمای نزدیک منار جام

براساس اسناد سازمان یونسکو، این مناره در سال ۱۱۹۴ میلادی در دوران سلطنت «سلطان غیاث‌الدین غوری» ساخته شده‌است. در شماره ششم کتیبه نشریه «انجمن حفظ میراث‌های فرهنگی افغانستان» (سپک) آمده‌است که سازنده این مناره معماری به نام «علی» بوده که نام او در دو نقطه این مناره دیده می‌شود همچنین در پای منار جام نیز نام شاه غیاث الدین غوری به چشم می‌خورد.

## معماری
منار بلند جام به صورت استوانه‌ای و بر پایه‌ای هشت ضلعی ساخته شده که قطرش ۹ متر و بلندای آن ۶۲ متر است. قاعده‌ی این مناره به بلندای تقریباً ۲ متر از سطح زمین جای دارد که در کوچکی برای ورود به داخل مناره وجود دارد.
شیوه ساخت و شکل ظاهری جام را شبیه به مناره‌ای می‌دانند که مسعود سوم غزنوی در شهر غزنی یا غزنه ساخته بود. همچنین در شهر دهلی هندوستان هم یک مناره به نام منار قطب وجود دارد که بدون شک در ساختش از برج جام ایده گرفته‌اند. تحقیقات باستان‌شناسی نشان داده‌اند که در اطراف برج جام آثار و خرابه‌هایی از استحکامات نظامی، یک کاخ، کوزه‌های سفالین و یک گورستان متعلق به یهودیان یافت شده‌است و با این اوصاف احتمالاً از برج جام برای دیدبانی استفاده می‌کردند.
برخی باستان‌شناسان عقیده دارند که قطب منار در هند با الهام از منار جام در اوایل قرن ۱۳ به ارتفاع ۷۳ متر ساخته شده‌است.

## آسیب‌ها
یکی از خطرهایی که منار جام را تهدید می‌کند جای گرفتن آن در کنار رودخانه است. با گذشت زمان، رودخانه هریرود به تدریج ساحل جنوبی خود را تخریب کرده و بستر خود را به سوی این مناره گسترش داده‌است. چنان‌که همه ساله در فصل بارندگی با افزایش سیلاب‌ها و بالا آمدن سطح آب رودخانه این خطر طبیعی چندین برابر می‌شود. نخستین آزمایش‌هایی که در سال (۱۹۷۱ میلادی) توسط کارشناسان صورت گرفت نشان داد منار جام به اندازه ۲ درجه به سمت شمال و به سوی هریرود تمایل پیدا کرده‌است.
پس از قدرت گرفتن طالبان در افغانستان، ادعا شده است پروژه استحکام این بنای تاریخی و پاک سازی رودخانه جام به هدف حفاظت بیشتر این بنای تاریخی اجرا شده است.

## نوشته‌ها
منار جام دارای هشت ضلع است، اضلاع آن در مجموع صفحه‌ای را تشکیل می‌دهند که نوشته‌هایی را در خود جای داده‌است. به‌طور نمونه در هشت ضلع پائین مناره نوشته‌ای طولانی مشاهده می‌شود که متن نوشته به شکل مدور با کاشی آغاز شده‌است. این متن از جزء نوزدهم قرآن از سوره مریم انتخاب شده و مجموعاً ۹۷۶ کلمه است. در صفحه ۳ آیه۳۱، در صفحه ۴ آیه ۴۳، در صفحه ۵ آیه ۵۴، در صفحه ۶ آیه ۷۷، در صفحه ۸ آیه ۹۲، درج است.
- کتیبه اول: متن این کتیبه از بالا به پائین با کلمات طیبه و شهادتین آغاز می‌شود: «اشهدان لا اله اله الله محمدرسول الله و …»
- کتیبه دوم: در این کتیبه آیه‌ای از قرآن کریم: «نصر من الله و فتح قریب….»
- کتیبه سوم: نوشته کوفی که در قسمت نیمه بالای آن ثبت شده‌است: «السلطان المعظم غیاث الدنیا والدین ابوالفتح محمد بن سام….»

نوشته زیرین بنا به حدی تخریب شده که تنها ۲ کلمه آن قابل خواندن است، این نوشته به سبک زیبای هنر خطاطی کوفی بافت خورده و از نوع خط برجسته است.

## ثبت در فهرست میراث جهانی
منار جام در نشست ۲۶ام کمیته میراث جهانی یونسکو به تاریخ ۲۷ ژوئن ۲۰۰۲ در شهر «بوداپست» که از طرف سازمان آموزش، علمی و فرهنگی یونسکو برگزار شد در فهرست میراث فرهنگی جهان قرار گرفت.

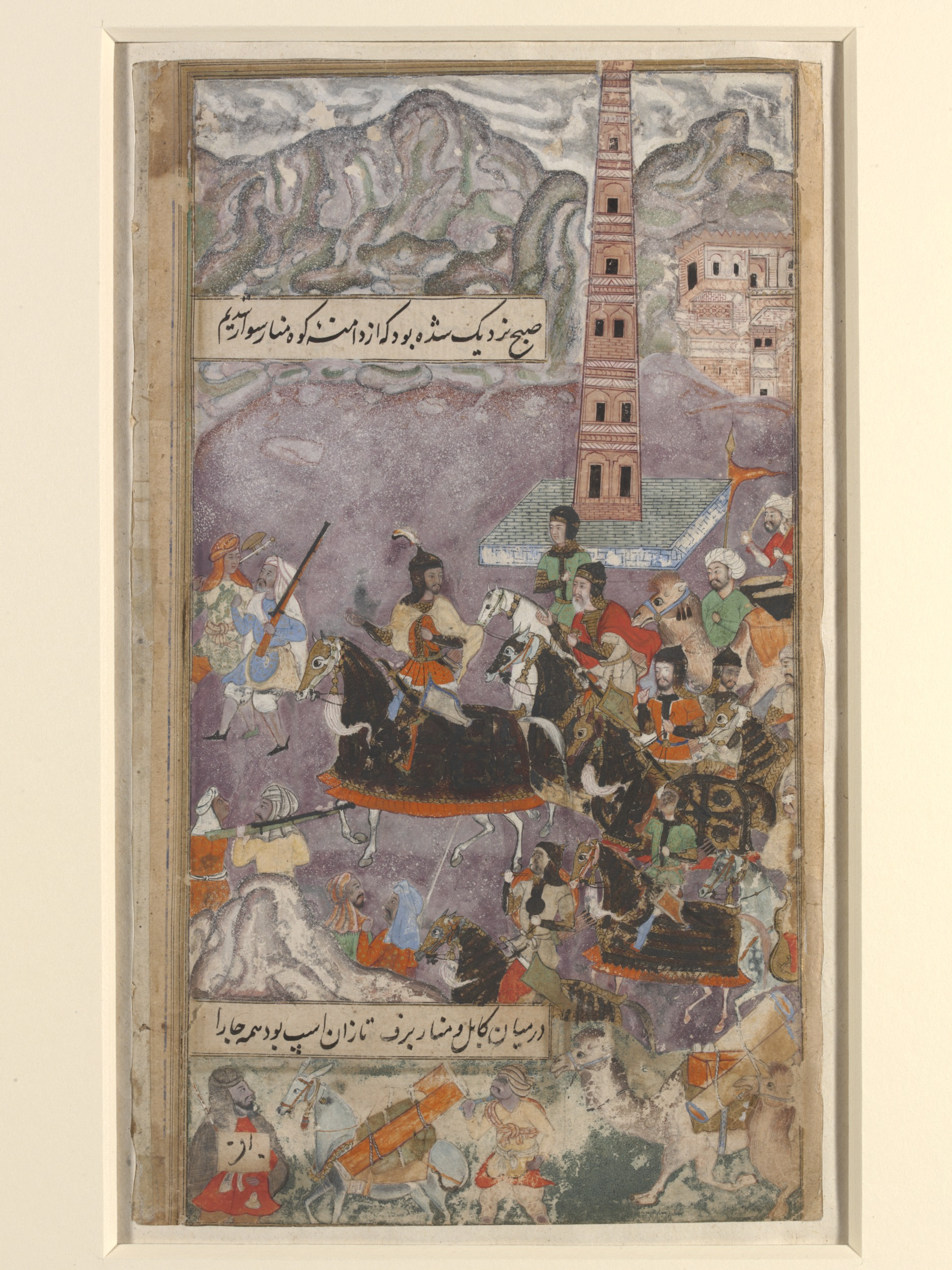
پیروزی بابر در کنار منار جام

## نگارخانه

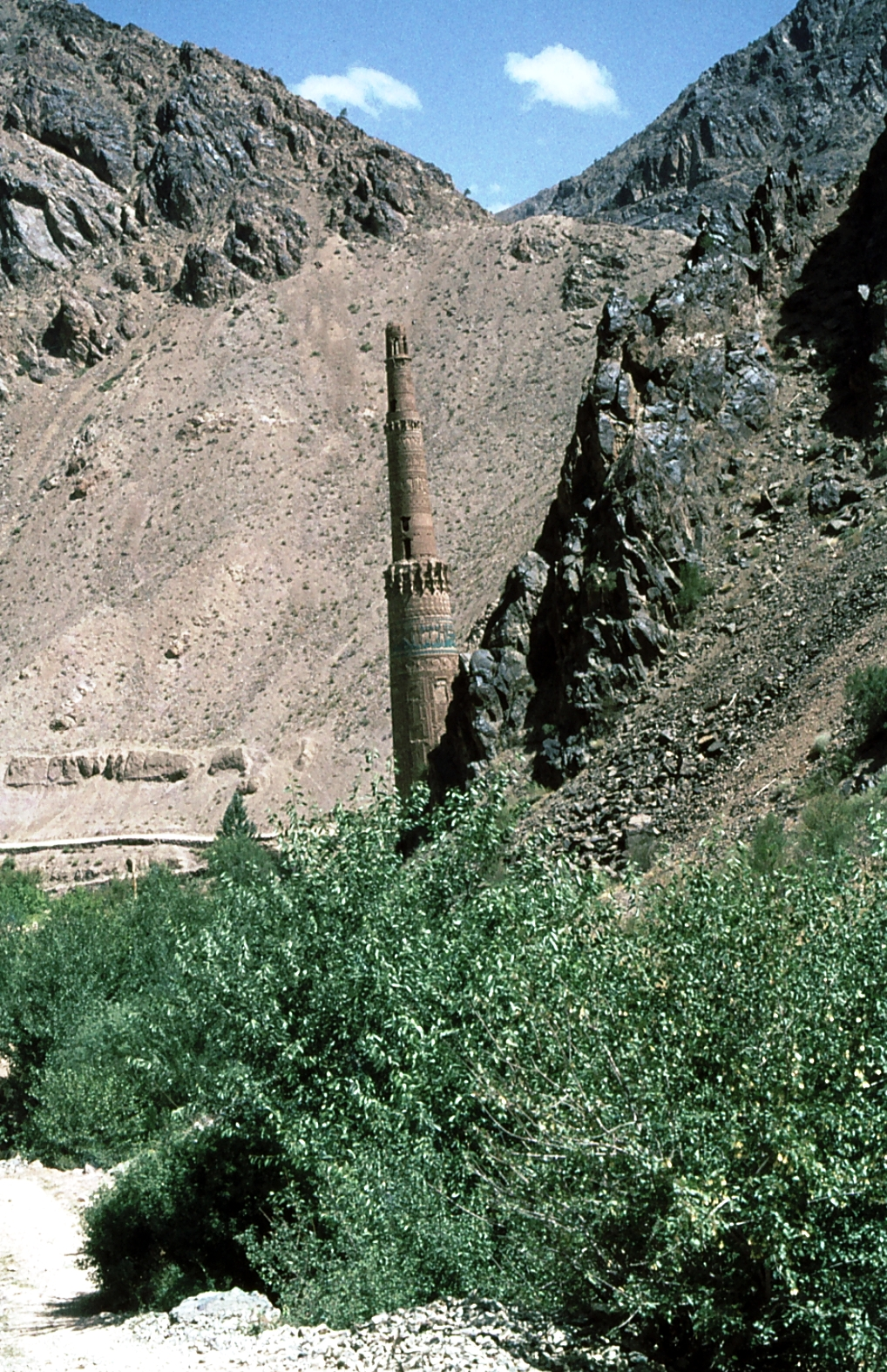
منار جام
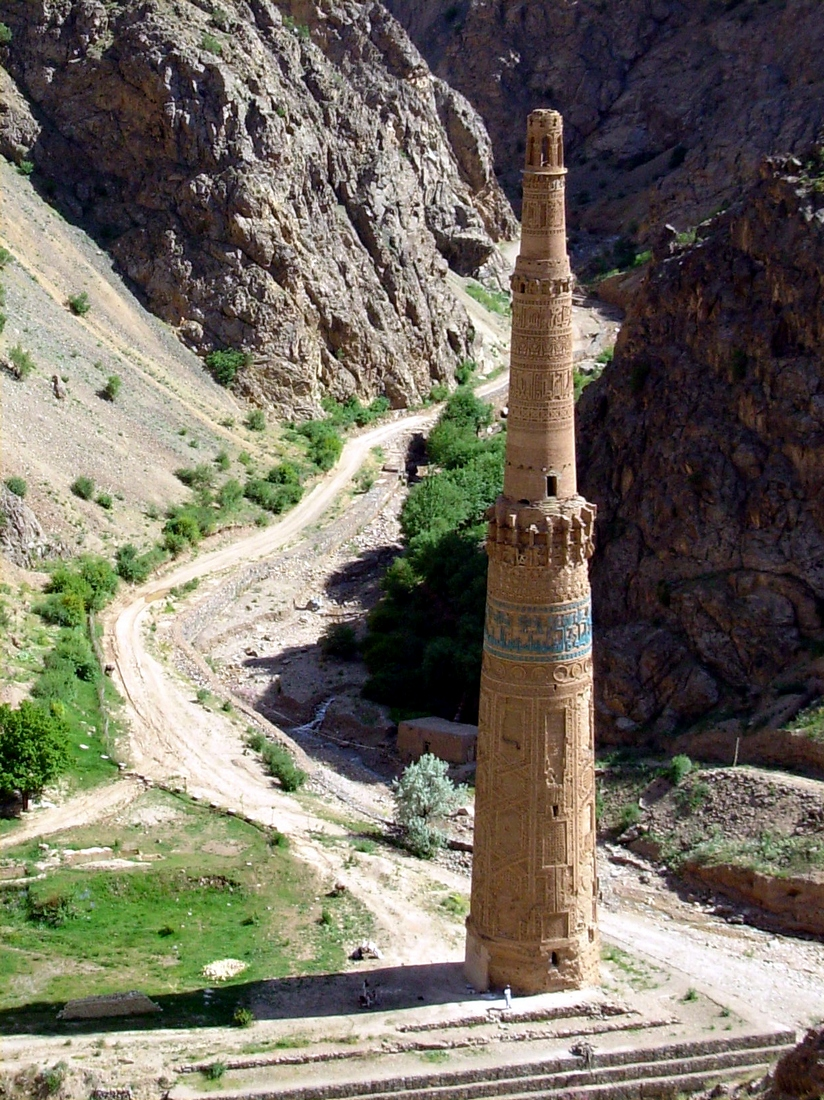
منار جام
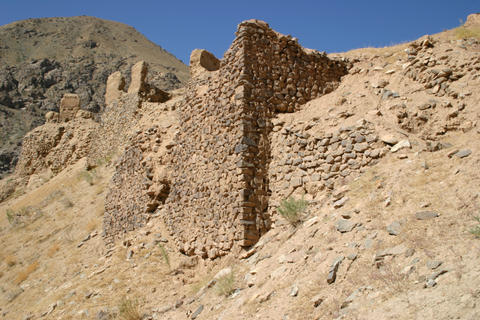
قصر زرافشان
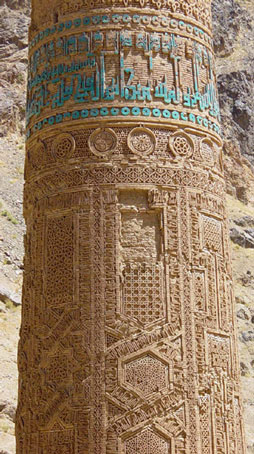
تزیینات قسمت بیرونی منار جام
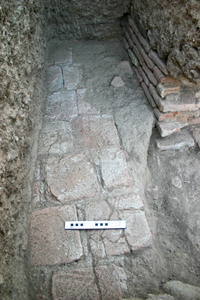
سنگ‌فرش خشتی حیاط در نزدیکی منار جام
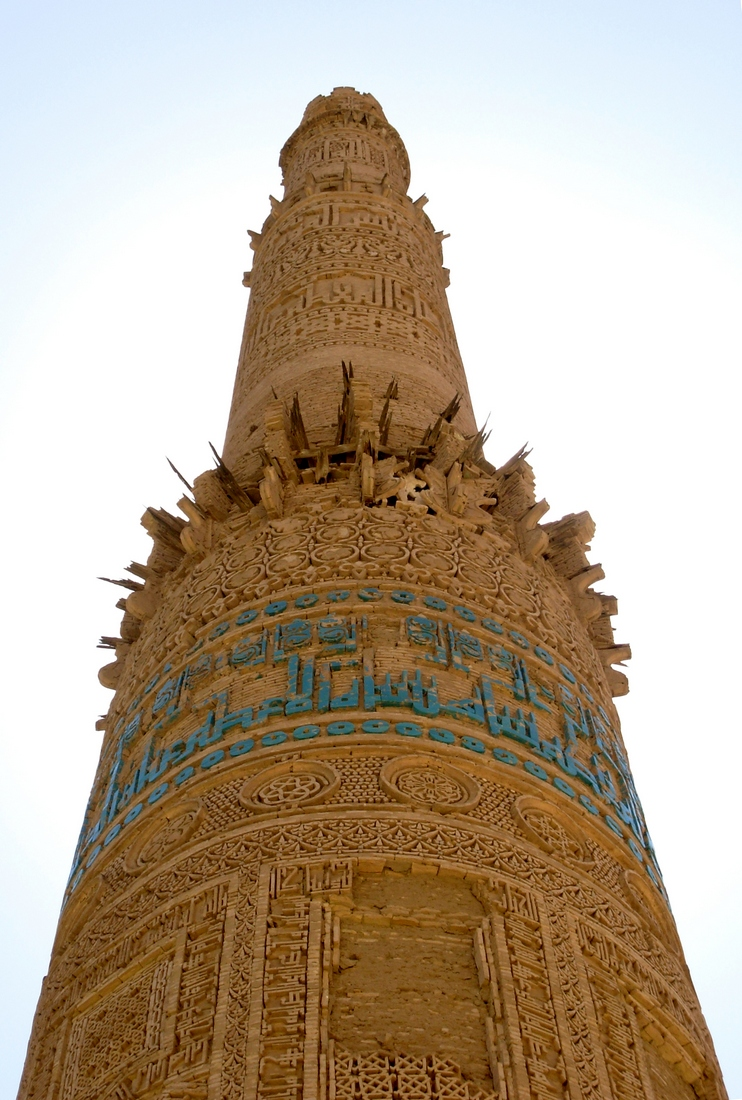
نمای نزدیک جزئیات تزیینی
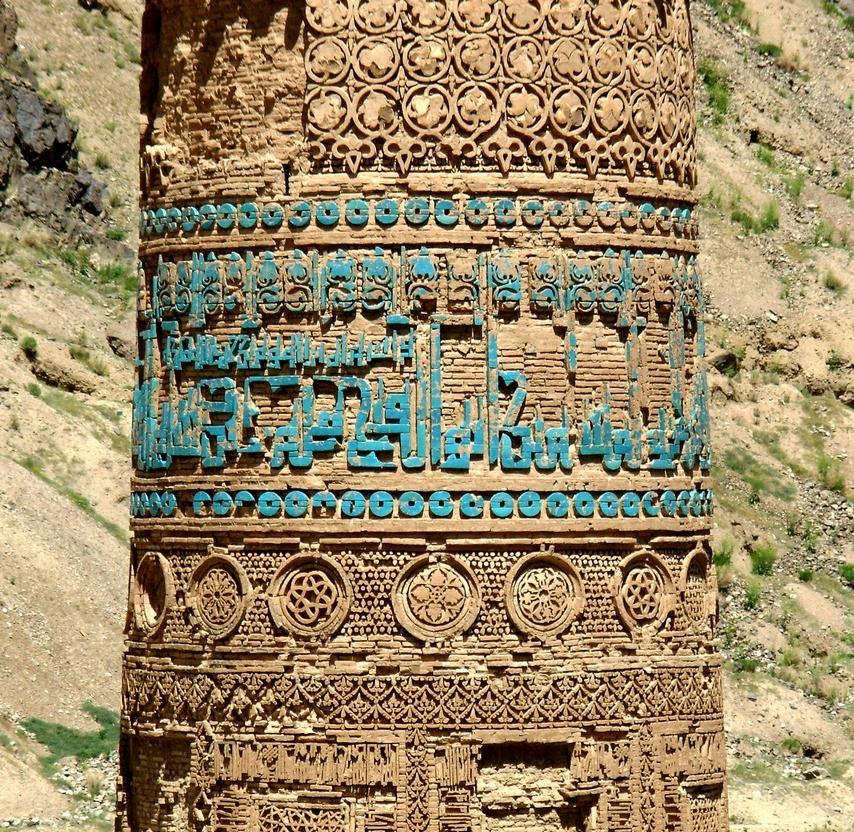
تزیینات نما
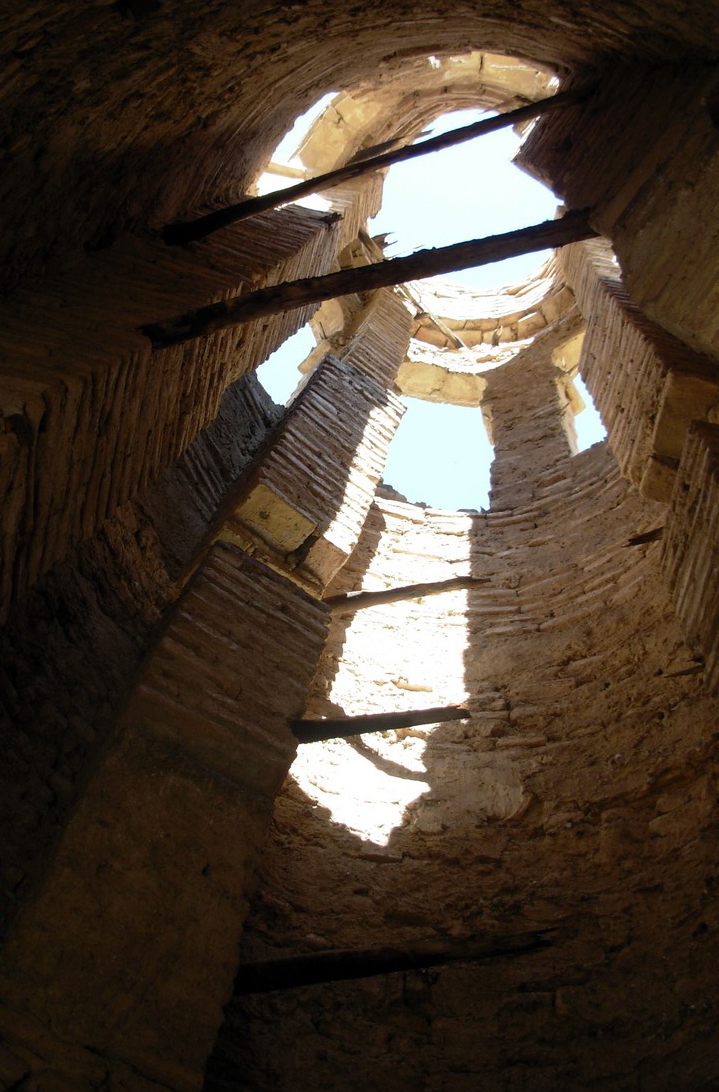
درون منار
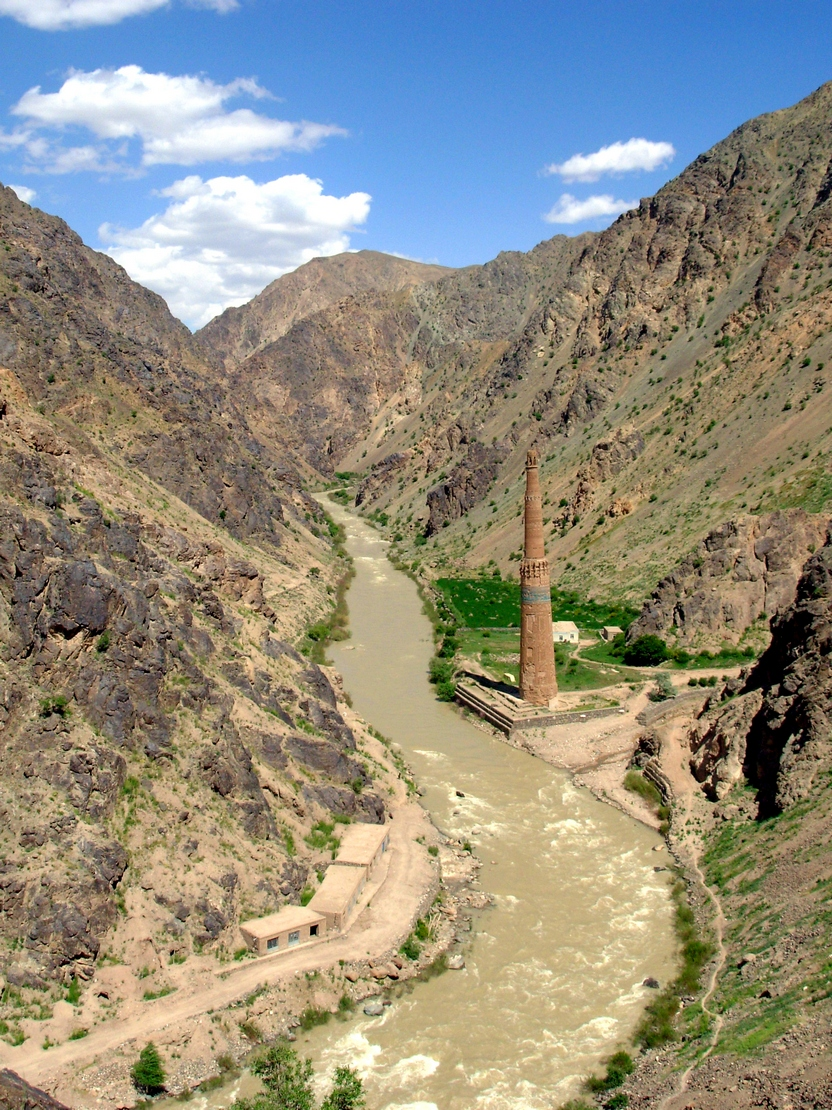
منار جام در کنار هریرود